# 多細胞少女
『多細胞少女』（たさいぼうしょうじょ、原題：다세포 소녀）は、2006年公開の韓国映画。原作は同名のウェブコミック。

## ストーリー
韓国のムッスルモ（무쓸모、使い道が無いという意味）高校は性的に乱れていた。その高校に通う貧乏な少女（キム・オクビン）もまた、母親の借金を返済すべく、体を売ってお金を稼いでいた。唯一の友人と呼べる存在が自身の背中に背負ったぬいぐるみだけという孤独な彼女であったが、ある日彼女は女装した青年（イ・ウォンジョン）を客にする。
新しい友達ができたと感じる彼女だったが、彼女はまた帰国子女のクラスメイト・アンソニーに恋をしていた。だが、アンソニーはその女装した青年に恋をしていた。

## キャスト
- キム・オクビン
- パク・ジヌ
- イ・キョン
- イ・ウォンジョン
- キム・スミ

## スタッフ
- 監督：イ・ジェヨン（朝鮮語版）